# Axonový hrbolek

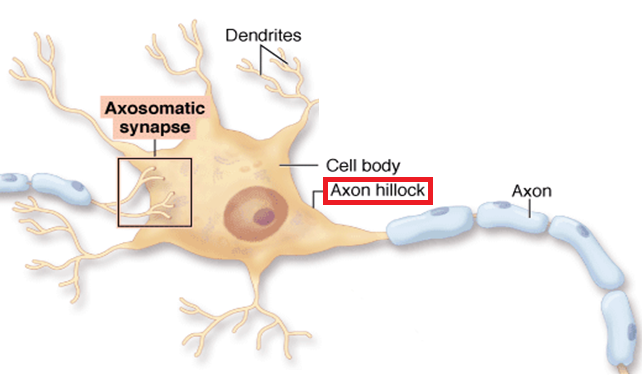
Axonový hrbolek

Axonový hrbolek je spojnice somy neuronu a axonu, která zabraňuje volné laterální difuzi transmembránových proteinů.